# Alexandra Lazić
Alexandra Lazic, född 24 september 1994 i Lenhovda, Kronobergs län, är en svensk volleybollspelare (spiker). Hon spelar (2023) för Azzurra Volley Firenze. Tidigare har hon spelat för Wealth Planet Perugia Volley (2022/23), E.Leclerc Moya Radomka Radom (2021/22), KS Developres Rzeszów (2020/21), Allianz MTV Stuttgart (2019/20), Nilüfer BSK (2018/19), Voléro Zürich (2017/18), Entente Sportive Le Cannet-Rocheville (2016/17), RC Cannes (2012/13-2015/16), RIG Falköping (2010/11-2011/12) och Svedala Volleyboll (2008/2009).. Hon spelar i seniorlandslaget, tillsammans med tvillingsystern Rebecka Lazić.